# ソダンキュラ
ソダンキュラ（フィンランド語: Sodankylä [ˈsodɑŋˌkylæ]、イナリ・サーミ語：Suáđigil、北部サーミ語：Soađegilli [ˈsoɑ̯ðeˌkilliː]、スコルト・サーミ語：Suäˊđjel）は、フィンランド北部ラッピ県の北ラッピ郡に属する基礎自治体である。

## 概要
ソダンキュラの人口は8187人（2021年12月31日）、総面積1万2415.50平方キロメートル、人口密度0.7人/平方キロメートル。フィンランド語に加え、北部サーミ語が公用語となっている。ソダンキュラという地名は「戦争の村」と訳せるが、これは戦争と同じつづりの姓からとられた。
ソダンキュラの町の中心部にはキティネン川が流れている。町内にある国有林の奥深くに位置するルオスト（フィンランド語、Luosto）は、ハスキー犬による犬ゾリ、トナカイ、スノーモービルなどでの周遊や、スキーなどができるリゾート地である。また、約1500 mのアスファルトで舗装された滑走路を持つ飛行場（en:Sodankylä Airfield）も設置されており、フィンランド国防軍の狙撃旅団が駐屯している。この他、郊外のソダンキュラ地球観測所内に、EISCAT（欧州非干渉散乱科学協会）のレーダー受信局がある。この観測所は天文台ではないが、辺りは「星の地」という意味のタハテラ（Tähtelä）として知られる。なお、町を通る主要道路としてはE63号線とE75号線が挙げられる。

## 名所・イベント
- 旧教会（1689年築、木造）および新教会（1859年築、石造）
- タンカヴァーラ国際金博物館および金の村。第30回世界砂金採り選手権（2006年8月6日 - 13日）開催地。
- ウルホ・ケッコネン国立公園（コイッリスカイラ・ビジター・センター）
- ルオスト - 前述のリゾート地のほか、ヨーロッパ唯一のアメジスト鉱山がある。
- ソダンキュラ映画祭（6月中旬）- 1986年から開催されている。別名、ミッドナイト・サン映画祭。

## 気候
| ソダンキュラの気候                                              | ソダンキュラの気候 | ソダンキュラの気候 | ソダンキュラの気候 | ソダンキュラの気候 | ソダンキュラの気候 | ソダンキュラの気候 | ソダンキュラの気候 | ソダンキュラの気候 | ソダンキュラの気候 | ソダンキュラの気候 | ソダンキュラの気候 | ソダンキュラの気候 | ソダンキュラの気候 |
| 月                                                              | 1月                | 2月                | 3月                | 4月                | 5月                | 6月                | 7月                | 8月                | 9月                | 10月               | 11月               | 12月               | 年                 |
| --------------------------------------------------------------- | ------------------ | ------------------ | ------------------ | ------------------ | ------------------ | ------------------ | ------------------ | ------------------ | ------------------ | ------------------ | ------------------ | ------------------ | ------------------ |
| 最高気温記録 °C （°F）                                          | 6.5 (43.7)         | 6.5 (43.7)         | 8.5 (47.3)         | 14.6 (58.3)        | 26.9 (80.4)        | 30.5 (86.9)        | 30.9 (87.6)        | 28.2 (82.8)        | 23.0 (73.4)        | 13.5 (56.3)        | 9.2 (48.6)         | 10.3 (50.5)        | 30.9 (87.6)        |
| 平均最高気温 °C （°F）                                          | −9.5 (14.9)        | −8.3 (17.1)        | −2.6 (27.3)        | 2.6 (36.7)         | 9.6 (49.3)         | 16.6 (61.9)        | 19.4 (66.9)        | 16.1 (61)          | 9.8 (49.6)         | 2.3 (36.1)         | −4.3 (24.3)        | −7.9 (17.8)        | 3.6 (38.5)         |
| 平均最低気温 °C （°F）                                          | −19.6 (−3.3)       | −18.2 (−0.8)       | −13 (9)            | −7.4 (18.7)        | 0.0 (32)           | 6.4 (43.5)         | 9.1 (48.4)         | 6.6 (43.9)         | 2.1 (35.8)         | −3.7 (25.3)        | −11.8 (10.8)       | −17.4 (0.7)        | −5.6 (21.9)        |
| 最低気温記録 °C （°F）                                          | −49.5 (−57.1)      | −44.4 (−47.9)      | −42.7 (−44.9)      | −31.6 (−24.9)      | −17.8 (0)          | −3.7 (25.3)        | −0.6 (30.9)        | −5.5 (22.1)        | −11.4 (11.5)       | −28 (−18)          | −34.5 (−30.1)      | −41 (−42)          | −49.5 (−57.1)      |
| 降水量 mm （inch）                                              | 35 (1.38)          | 29 (1.14)          | 29 (1.14)          | 28 (1.1)           | 35 (1.38)          | 57 (2.24)          | 63 (2.48)          | 61 (2.4)           | 47 (1.85)          | 50 (1.97)          | 40 (1.57)          | 35 (1.38)          | 507 (19.96)        |
| 降雪量 cm （inch）                                              | 54 (21.3)          | 70 (27.6)          | 76 (29.9)          | 71 (28)            | 14 (5.5)           | 0 (0)              | 0 (0)              | 0 (0)              | 0 (0)              | 2 (0.8)            | 16 (6.3)           | 34 (13.4)          | 337 (132.7)        |
| 平均月間日照時間                                                | 12                 | 57                 | 125                | 196                | 240                | 268                | 269                | 183                | 109                | 60                 | 22                 | 1                  | 1,542              |
| 出典：Climatological statistics for the normal period 1971–2000 |                    |                    |                    |                    |                    |                    |                    |                    |                    |                    |                    |                    |                    |

## 姉妹都市
- コラ（ロシア、1968年から）
- ベルレヴォーグ（ノルウェー、1971年から）
- ノルシェー（スウェーデン、1977年から）
- ハイリゲンブルート（オーストリア、1979年から）

## 写真集

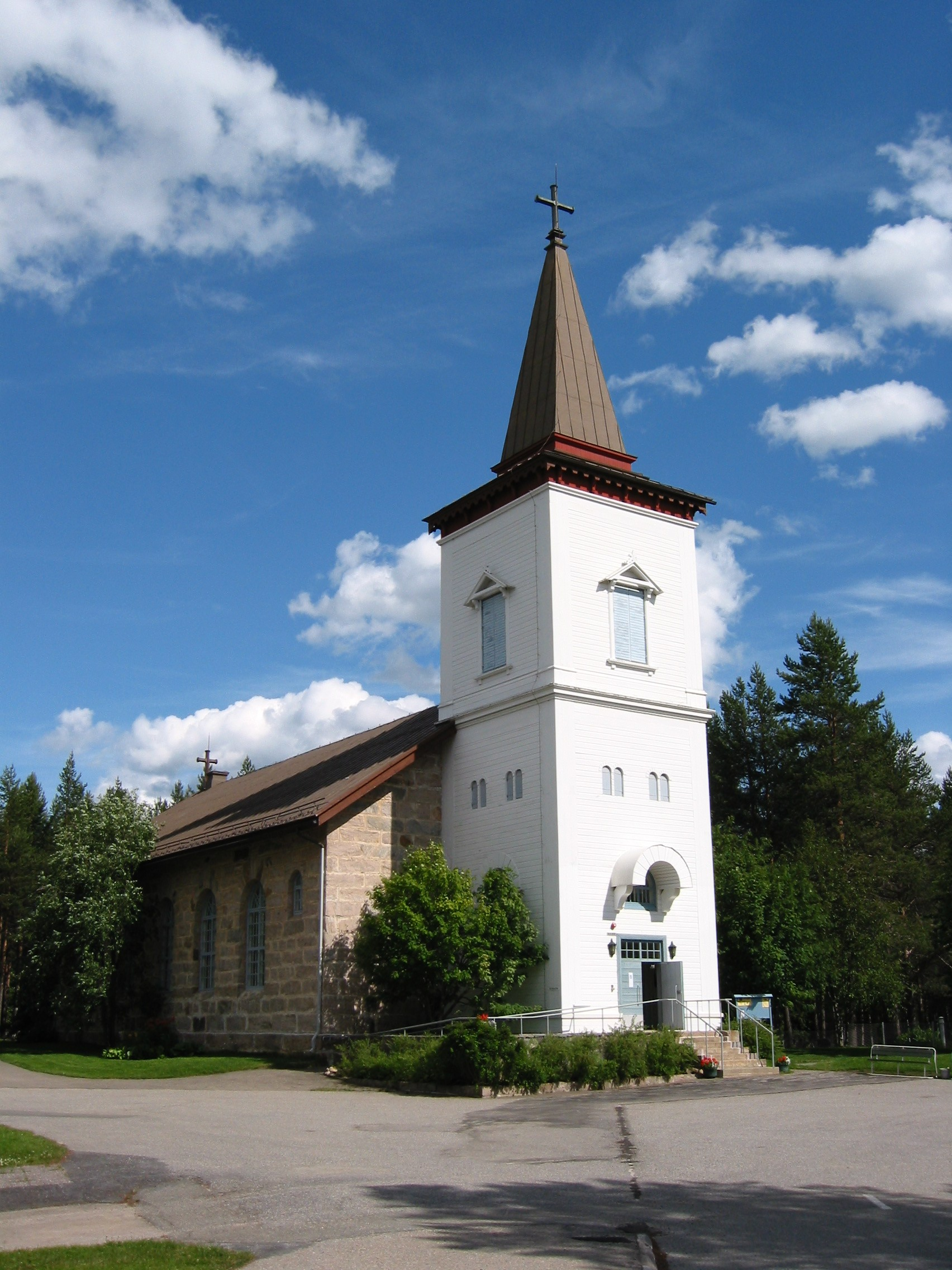
新教会
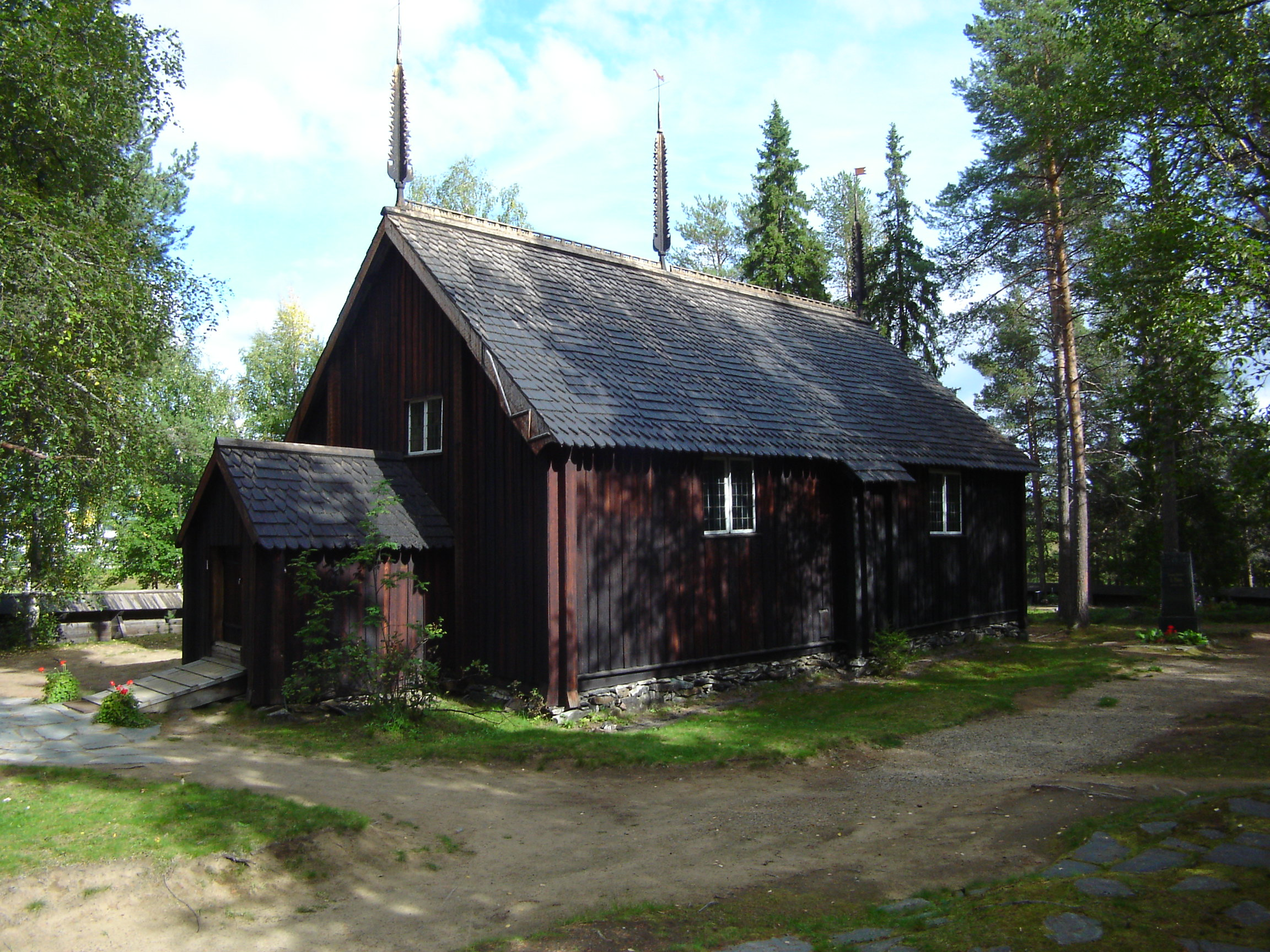
旧教会